# Jakob Bernstein-Kohan

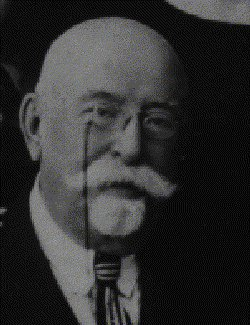
Jakob Bernstein-Kohan

Jakob Bernstein-Kohan (Jakob Bernstein-Kohen, russisch: Kogan; auch: Kohan-Bernstein oder Bernstein-Cohan oder Bernstein-Cohen; * 1859 in Chișinău (deutsch: Kischinew), Gouvernement Bessarabien, Russisches Kaiserreich, heute Moldawien; † 12. Mai 1929 in Dnepropetrowsk) war ein russischer Arzt und Zionist.

## Leben
Jakob Bernstein-Kohan studierte Medizin in Odessa und an der Kaiserlichen Universität Dorpat, wurde von der Universität Dorpat mit einer pharmakologischen Arbeit promoviert und arbeitete anschließend als Arzt. Schon in jungen Jahren schloss er sich der Bewegung Chowewe Zion an. Von 1897 bis 1905 war er Mitglied des Großen Aktionskomitees und von 1905 bis 1907 des Engeren Aktionskomitees der zionistischen Bewegung. Ihm wurde die Leitung des zionistischen Korrespondenzbureaus in Russland übertragen, das er an seinem Wohnort Kischinew aufbaute. Auf dem zweiten Zionistenkongress 1898 in Basel verärgerte er Theodor Herzl, als er ausführte, dass „Armut“ der zionistischen Bewegung gut anstünde, da es ihr vor allem um die Ostjuden gehen müsse, die großteils materiell in einfachen Verhältnissen lebten. Herzl hingegen war bestrebt, die Regierung des Osmanischen Reiches mit dem Einfluss und dem Geld der Zionisten zu beeindrucken und zu gewinnen. In seinen Überzeugungen zur Frage, welchen Weg der Zionismus wählen solle, war Bernstein-Kohan von Achad Ha'am geprägt. Auf dem fünften Zionistenkongress 1901 in Basel war Bernstein-Kohan einer der Sprecher der „demokratisch-zionistischen Fraktion“. Er lehnte den Uganda-Plan ab. 1903 erlebte und erlitt Bernstein-Kohan das Pogrom von Kischinew; sein Haus wurde vom antisemitischen Mob verwüstet.
Nicht zuletzt unter dem bleibenden Eindruck des Pogroms von Kischinew wanderte Bernstein-Kohan 1907 im Zuge der zweiten Alija in Palästina ein und praktizierte dort als Arzt. Er machte sich insbesondere durch die Behandlung von Cholera-Patienten einen Namen. Anfangs siedelte er in Petach Tikwa und wurde dort mit den Stimmen den „Jungen“ zum Vorsitzenden des Dorfausschusses gewählt. Nach einem heftigen Generationskonflikt mit konservativen Siedlern im Sommer 1909 trat er von seinem Amt zurück. 1910 kehrte er nach Kischinew zurück.
1925 wanderte Bernstein-Kohan noch einmal in Palästina ein, das inzwischen ein britisches Mandatsgebiet geworden war. Doch er blieb nicht lange, da ihn das Joint Distribution Committee gebeten hatte, sich den jüdischen Landwirtschaftssiedlungen in der Ukraine als Arzt zur Verfügung zu stellen.

## Schriften
- Über die Wirkungen des Wolframs. In: Rudolf Kobert (Hrsg.): Arbeiten des pharmakologischen Institutes zu Dorpat, Jg. 5. Ferdinand Enke, Stuttgart 1890, S. 42–126.